# 香港幹線編號系統
香港幹線編號系統為香港各條公路幹線編配編號，方便市民認別有關幹線。

## 現時幹線編號系統（第三代）

第三代幹線編號系統（2004年至今）

2003年，香港運輸署發表《香港方向指示標誌綜合檢討研究》報告，表示沿用了接近30年的第二代幹線編號系統，只按道路建成次序而編配，令駕駛者難以分辨，亦使道路沒有系統地編排。所以第三代幹線編號系統正式被編配，令駕駛者能夠更方便使用幹線。這個系統於2004年2月1日正式開始使用至今。
新系統把9條幹線分類為3個類別：南北走向、東西走向及環迴。
- 南北向幹線

1、2、3號幹線，其編號次序是按所穿過的海底隧道的啟用日期，先後而編訂（依次序為：香港海底隧道、東區海底隧道、西區海底隧道）。10號幹線及正在研究興建的11號幹線也為南北走向幹線，但編號與預計啟用日期無關。
- 東西向幹線

4、5、6、7、8、10號幹線，是按其地理位置由南至北編號，而非該幹線全線通車而編訂。
- 環迴幹線（9號幹線）

把原有的1、2號幹線位於新界的部份，加上5號幹線，重組成為一條環迴新界的幹線。
第三代幹線編號系統如下：（按幹線路標遞增顯示）
- █  1號幹線：香港仔 ↔ 沙田
- █  2號幹線：鰂魚涌 ↔ 馬料水
- █  3號幹線：西營盤 ↔ 元朗
- █  4號幹線：柴灣 ↔ 堅尼地城
- █  5號幹線：牛頭角 ↔ 柴灣角
- █  6號幹線：將軍澳 ↔ 西九龍（藍田至西九龍興建中，將軍澳藍田隧道已於2022年12月11日通車）
- █  7號幹線：將軍澳 ↔ 葵涌
- █  8號幹線：赤鱲角 ↔ 沙田
- █  9號幹線：以城門隧道收費廣場作起點逆時針環迴新界
- █  10號幹線：深圳蛇口深圳灣口岸 ↔ 北大嶼山（元朗至屯門計劃中）
- █  11號幹線：北大嶼山 ↔ 元朗（研究中）[1]

新系統同時為各幹線的出口加上編號，以方便駕駛者使用幹線前往目的地。

## 歷代幹線編號系統
在第三代之前，香港曾有兩代幹線編號系統，分別於1968年及1974年開始使用。

### 第一代幹線編號系統
於1968年發表的《香港長遠道路研究》報告中，刊載了第一代幹線編號的使用。連接各個策略性發展區的主要幹道，使用了一位數字作編號。而將策略性發展區內的地方連接的區域幹線，則使用了兩位數字作編號。
- 1：香港仔 ↔ 粉嶺，經香港仔隧道、海底隧道、獅子山隧道、大埔公路
  - 11：牛頭角 ↔ 蝴蝶谷交匯處，經太子道東，西行經太子道西和荔枝角道，東行經長沙灣道和界限街
  - 12：九龍城 ↔ 大角咀，經亞皆老街和櫻桃街，接駁至未來前往西環的道路
  - 14：接駁1號和4號幹線，經彩虹道和蒲崗村道
- 2：接駁1號幹線和漆咸道至上水，經加士居道、西九龍走廊、葵涌道、荃灣路、屯門公路、青山公路
  - 21：漆咸道南
  - 22：渡船街和廣東道
  - 23：彌敦道和大埔道，至大窩坪交匯處
- 3：接駁1號幹線和漆咸道至油塘，經機場隧道（今啟德隧道）和觀塘道
  - 31：馬頭圍道和馬頭涌道
- 4：蝴蝶谷交匯處至觀塘，經呈祥道、龍翔道和一條擬建天橋（今觀塘繞道）
  - 41：觀塘至將軍澳
  - 42：彩虹交匯處至清水灣
- 5：葵涌至沙田的道路，其中包括部份擬建道路即今城門隧道
- 6：青山公路葵涌和荃灣路段
- 7：香港仔至銅鑼灣，包括一條擬建由香港仔至堅尼地城的道路（至今還未有興建時間表）、干諾道、夏慤道和告士打道
  - 71：薄扶林道、第三街和水街
- 8：銅鑼灣至柴灣，經一條擬建在英皇道上方的天橋，為今天東區走廊的前身
  - 81：柴灣至黃竹坑，經擬建途經大潭和淺水灣的新路。這條幹線已擱置興建。[3]

### 第二代幹線編號系統（1974年至2004年1月31日）
第二代幹線編號於1974年開始使用，共有9條已建成的幹線及2條建議中幹線。第二代的編號大致沿用第一代的編號，主要的不同在於將部份相接的幹線編號合併，例如新的2號幹線是由之前的2號及3號幹線合併而成，亦新定3號幹線和6號幹線，並廢除區域幹線編號。值得留意的是，第二代的3號幹線及10號幹線的編號，原封不動至今。
- 1號幹線：香港仔 ↔ 落馬洲（47.3公里）（沙田馬場以南的20.4公里為今1號幹線，以北則為今9號幹線火炭至新田段）
- 2號幹線：牛頭角 ↔ 新田（54.4公里）（屯門公路以東17.9公里為今5號幹線，其餘為今9號幹線柴灣角至新田段）
- 3號幹線：西營盤 ↔ 凹頭（27.2公里）（沿用編號）
- 4號幹線：葵涌 ↔ 將軍澳（17.6公里）（今7號幹線）
- 5號幹線：荃灣 ↔ 沙田（9.5公里）（今9號幹線城門谷至火炭段）
- 6號幹線：鰂魚涌 ↔ 馬料水（18.8公里）（今2號幹線）
- 7號幹線：銅鑼灣 ↔ 香港仔（13.5公里，堅尼地城至香港仔路段已擱置）（堅尼地城以東2.3公里為今4號幹線上環至堅尼地城段，其餘曾為4號幹線上環至灣仔交匯處路段，但在中環灣仔繞道於2019年1月20日通車後被取代）
- 8號幹線：銅鑼灣 ↔ 柴灣（即東區走廊，8.6公里）（2019年1月20日中環及灣仔繞道通車前，今4號幹線途經全段東區走廊，繞道以西一段路段在繞道通車後被剔出幹線範圍）
- 9號幹線：赤鱲角 ↔ 沙田（33.2公里）（今8號幹線）
- 10號幹線：西營盤 ↔ 后海灣（計劃中，29.5公里）（后海灣至虎地段為今10號幹線已通車路段）
- 11號幹線：西九龍 ↔ 將軍澳（計劃中，約14公里）（今興建中的6號幹線）

9號幹線（今8號幹線）長沙灣至沙田段，前稱16號幹線。

### 引用
1. ↑  . 商業電台. 2017年1月18日  [2017-01-19]. （原始内容存档于2017-01-31）. （页面存档备份，存于）
2. ↑  . （原始内容存档于2019-06-07）. （页面存档备份，存于）
3. ↑  . 香港地方.   [2011-05-17]. （原始内容存档于2011-08-07）. （页面存档备份，存于）